# Bermuda ved vinter-OL 2018
Bermuda deltog i vinter-OL 2018 i Pyeongchang, Sydkorea i perioden 9. – 25. februar 2018.

## Deltagere
Følgende atleter vil deltage i nedennævnte sportsgrene: 
| Sportsgren | Herrer | Damer | Total |
| ---------- | ------ | ----- | ----- |
| Langrend   | 1      | 0     | 1     |
| Total      | 1      | 0     | 1     |

## Medaljer
| 2018 Pyeongchang | Guld | Sølv | Bronze | Total |
| Bermuda          | 0    | 0    | 0      | 0     |